# Björn Schürmann

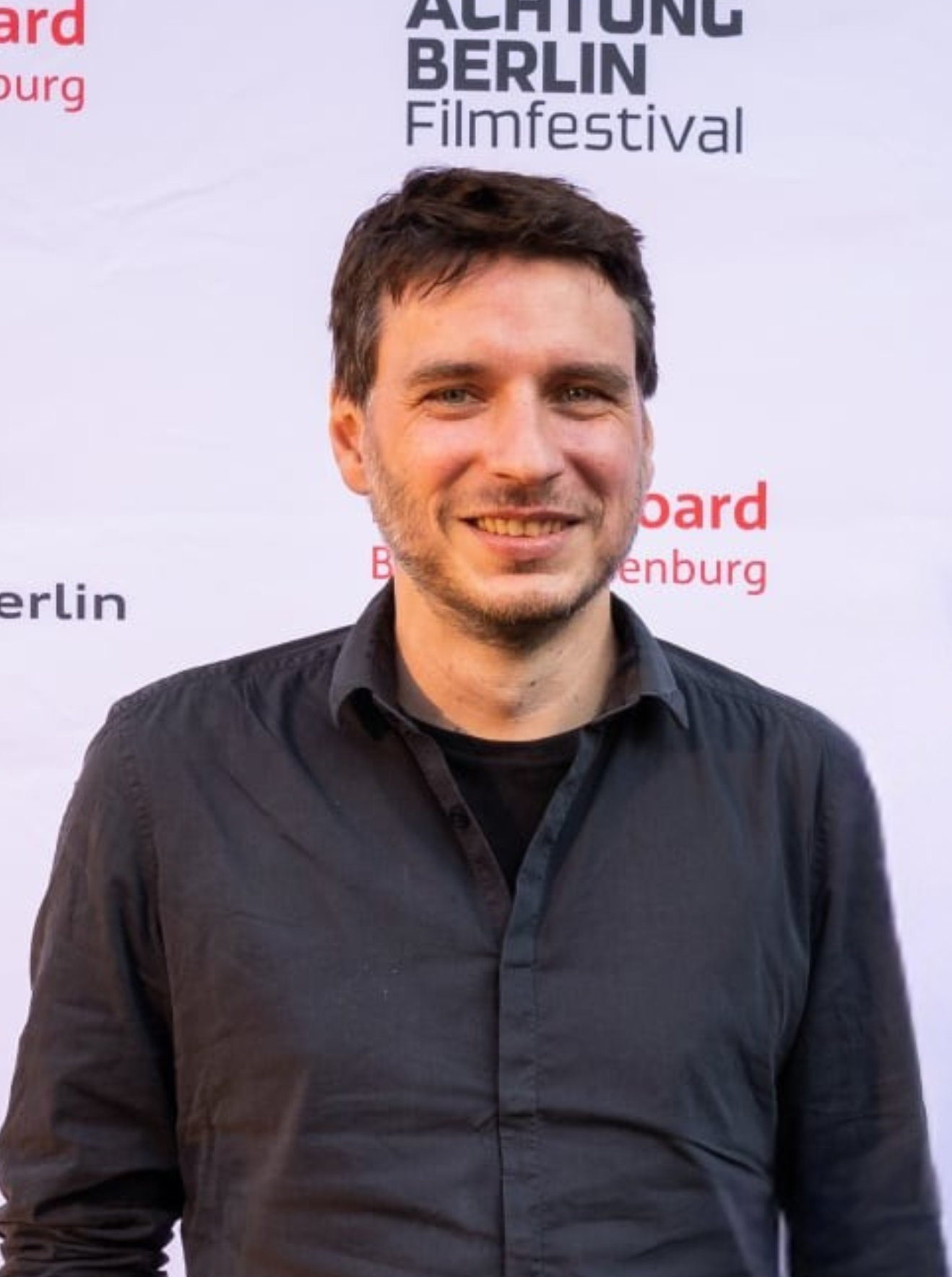
Björn Schürmann (2024)

Björn Schürmann (* in Witten an der Ruhr) ist ein deutscher Filmregisseur, Autor, Filmproduzent und Regiedozent.

## Leben
Björn Schürmann studierte Pädagogik und Philosophie an der Freien Universität Berlin. Er war am Aufbau der selbstorganisierten Berliner Filmschule filmArche e. V. beteiligt und absolvierte dort sein Regiestudium.
Parallel arbeitete er als Editor am iSFF Berlin, wo er bis heute als Regisseur und Dozent für Schauspielführung tätig ist.
Schürmann inszenierte zahlreiche Kurz- und mittellange Filme sowie Musikvideos. Der Kurzfilm Communicator wurde auf über 30 internationalen Festivals gezeigt und vielfach ausgezeichnet. Luftleerer Raum feierte seine Premiere bei den Internationalen Hofer Filmtagen und erhielt ebenfalls internationale Auszeichnungen. Der Kurzfilm Tilt wurde im Rahmen seiner europäischen Festival-Tour 2022 mit einer Lobenden Erwähnung der Jury beim Landshuter Kurzfilmfestival ausgezeichnet.
Anfang 2024 drehte er seinen Debüt-Langspielfilm Balance, bei dem er auch als Produzent beteiligt war. Im November 2024 wurde Balance zum Black Nights Film Festival nach Tallinn in die Sektion „Works in Progress“ eingeladen.
Björn Schürmann lebt in Berlin und Paris.

## Literarische Werke
- Chimanimani. BoD, 2023, ISBN 978-3-7583-0496-5 (bod.de).

## Filmografie
- 2005: Communicator, Kurzspielfilm[4]
- 2006: Fenster und Gardinen, Kurzspielfilm
- 2008: Liebe Kinder, Kurzspielfilm[5]
- 2014: Luftleerer Raum, Kurzspielfilm[6]
- 2018: Louie, experimenteller mittellanger Spielfilm[7]
- 2022: Tilt, Kurzspielfilm[8]
- 2025: Balance, Spielfilm[9]

## Preise und Auszeichnungen
- Lobende Erwähnung der Jury, Landshuter Kurzfilmfestival, für Tilt[10]
- Best work on gender equality, gewonnen, Cine Mundo, ARG, für Tilt
- Screenplay Award, nominiert, Watersprite Film Festival, UK, für Luftleerer Raum
- Bester Internationaler Film, nominiert, Alpinale, AT, für Luftleerer Raum[11]
- Best Actor, gewonnen, Vancouver International Film Festival, CA, für Luftleerer Raum
- Best Cinematography, gewonnen, Vancouver International Film Festival, CA, für Luftleerer Raum
- Publikumspreis, gewonnen, Goldene Ziege Ogrosen, für Bärenklau
- Made in Germany Award, gewonnen, LSF Hamburg, für Communicator
- Bester Hochschulfilm, gewonnen, Open Eyes Filmfest, für Communicator